# Yahya Kalley
Yahya Kalley, né le 20 mars 2001 à Oxie en Suède, est un footballeur suédois qui évolue au poste d'arrière gauche à l'IFK Norrköping.

## Biographie

### En club
Né à Oxie en Suède, Yahya Kalley commence le football au BK Vången avant d'être formé par le Malmö FF. Le 25 août 2020, il rejoint l'IFK Göteborg, avec lequel il signe un contrat de deux ans et demi. Il joue son premier match en professionnel avec ce club, le 10 septembre 2020, lors d'une rencontre de championnat face à l'Hammarby IF. Il est titularisé et son équipe s'incline par quatre buts à zéro. Kalley découvre la coupe d'Europe le 17 septembre 2020, étant titularisé lors d'une rencontre qualificative pour la Ligue Europa 2020-2021 face au FC Copenhague. Titulaire, il ne peut éviter la défaite de son équipe ce jour-là (1-2 score final).
Le 31 août 2021, Yahya Kalley rejoint les Pays-Bas afin de s'engager en faveur du FC Groningue. Kalley joue son premier match sous ses nouvelles couleurs le 18 septembre 2021, à l'occasion d'un match de championnat face au Willem II Tilburg. Il est titularisé et son équipe s'incline (2-1 score final).
Le 20 février 2023, Yahya Kalley fait son retour en Suède en étant prêté à l'IFK Norrköping jusqu'au 30 juin 2023.
Kalley s'engage définitivement avec l'IFK Norrköping le 8 juillet 2023, signant un contrat courant jusqu'en décembre 2025.

### En sélection
Yahya Kalley joue son premier match avec l'équipe de Suède espoirs le 13 octobre 2020, contre l'Arménie. Il entre en jeu et son équipe l'emporte par dix buts à zéro.